# Cuerpo de Cadetes Navales de los Estados Unidos
El Cuerpo de Cadetes Navales de los Estados Unidos es una organización autorizada por el Estados Unidos Congreso y patrocinada por la Armada de los Estados Unidos y la Guardia Costera de los Estados Unidos. Sirve como el programa juvenil oficial tanto para la Armada como para la Guardia Costera. Los Cadetes Marinos visten uniformes de la Armada de los EE. UU. adornados con las insignias oficiales de la organización, asisten a simulacros mensuales y entrenamiento de reclutamiento, y pueden obtener grados salariales de alistamiento avanzados en la Armada de los EE. UU.; sin embargo, la participación no obliga a ninguna persona a alistarse en el ejército. La organización comprende 5,600 Cadetes Marinos, de entre 13 y 17 años, en varias instalaciones de todo el país. Aproximadamente 325 unidades están ubicadas en los Estados Unidos, Guam y Puerto Rico.
El Cuerpo de Cadetes Navales de los Estados Unidos fue establecido por la Liga Naval de los Estados Unidos a petición del Estados Unidos Secretario de la Armada.Fue reconocido a nivel federal para fomentar el interés en la Armada entre los jóvenes. En 1974, se autorizó oficialmente el ingreso de mujeres jóvenes. Además del entrenamiento militar y el desarrollo de liderazgo, la organización se centra en una estructura de formación del carácter, responsabilidad cívica y servicio comunitario. Los Cadetes Navales participan en actividades que incluyen, entre otras, marinería, extinción de incendios, control de daños, entrenamiento médico de campaña y STEM. También pueden participar en proyectos de servicio público, desfiles y eventos conmemorativos.